# Diplazium tertium-maximale
Diplazium tertium-maximale är en majbräkenväxtart som beskrevs av Fraser-jenk.
Diplazium tertium-maximale ingår i släktet Diplazium och familjen Athyriaceae. Inga underarter finns listade i Catalogue of Life.